# توتل (داکوتای شمالی)
توتل(به انگلیسی: Tuttle) شهری در ایالت داکوتای شمالی کشور ایالات متحده آمریکا است که جمعیت آن در سرشماری سال ۲۰۱۰ میلادی، ۸۰ نفر بوده‌است.